# 5049 Sherlock
5049 Sherlock (1981 VC1) là một tiểu hành tinh vành đai chính được phát hiện ngày 2 tháng 11 năm 1981 bởi E. Bowell ở Flagstaff.